# BerkelBike
De BerkelBike is een driewieler waarbij de aandrijving geschiedt met zowel armen als benen. Zodoende is het een combinatie van een handbike en een driewielige ligfiets. De naam is afgeleid van de eigennaam van de ontwerper en bouwer: bewegingswetenschapper Rik Berkelmans.

## Verschillende uitvoeringen
Er zijn verschillende uitvoeringen, die elk een eigen toepassing hebben voor specifieke handicaps.
- Een vastframeversie: een voertuig uit één stuk;
- Een aankoppelversie: een los voorstuk dat aan een rolstoel gekoppeld kan worden. De grote wielen van de rolstoel worden zo de achterwielen van de fiets.
- Er zijn ook BerkelBikes met hulpmotor en als hometrainer.

Een speciale extra optie, waardoor de BerkelBike bekend is geworden, is een systeem waardoor mensen met een dwarslaesie kunnen fietsen en daarbij hun verlamde benen kunnen gebruiken. Zie het paragraafje 'Impuls-systeem'.
Net als bij een gewone handbike wordt het voertuig aangedreven met de handen, via een ketting naar het voorwiel. Bij de BerkelBike is er echter ook een crankstel voor aandrijving met de voeten, waardoor de benen kunnen bijdragen aan de aandrijving.

## Therapeutische functie
De bovengenoemde combinatie van de aandrijving met de armen en met de benen heeft een aantal functies: ten eerste vult de kracht van beide ledematen elkaar aan, als de kracht per lidmaat erg zwak is (bijvoorbeeld bij een tetraparese). Maar ook kan de aandrijving op de handcranks, de deels verzwakte of verlamde benen passief mee laten draaien, waardoor die een prikkel krijgen om te bewegen. Dit kan helpen de kracht en de motoriek in de benen te versterken.
Dit kan onder andere helpen bij mensen met multiple sclerose, polio, een cerebrovasculair accident of een dwarslaesie.

## FES-systeem
Bij mensen wier benen geheel verlamd zijn, bijvoorbeeld door een dwarslaesie of een beschadiging van een zenuw in het been, heeft bovenstaand mechanisme geen of onvoldoende effect. De BerkelBike kan voor deze mensen worden aangevuld met een 'fes-systeem' (Functionele Elektrische Stimulatie): daarmee is het zelfs mogelijk om geheel verlamde spieren tot actieve beweging te krijgen. Spieren trekken namelijk samen door elektrische impulsen, die ze normaliter krijgen via een zenuw. Doordat bij een dwarslaesie de zenuw niet meer functioneert, is de spier verlamd. Maar de spier zelf is niet afwijkend. Als er via een andere weg een elektrische prikkel wordt toegediend, kan deze weer gewoon werken. Het FES-systeem maakt hiervan gebruik. De patiënt draagt een speciale wielrenbroek waarin elektroden zijn opgenomen, of hij plakt speciale plakelektroden direct op de huid. Een computersysteem meet tijdens het rijden de stand van de handcranks en geeft op het juiste moment via deze elektroden een krachtige elektrische impuls aan de beenspieren, zodat deze samentrekken (FES: functionele elektrische stimulatie). Zo zijn het de niet-verlamde armen die het ritme bepalen en de verlamde benen die het grootste deel van de aandrijfkracht kunnen leveren.
Een vereiste is wel dat de patiënt geen of weinig gevoel in de benen heeft, want de elektrische impulsen zouden anders te pijnlijk zijn. Uiteraard is het ook nodig dat er voldoende functie in de armen en handen is. Bij een dwarslaesie boven niveau C5 (5e nekwervel), waarbij ook de onderarm verlamd is, is het daarom niet mogelijk de BerkelBike te gebruiken.
Dit systeem heeft vooral meerwaarde bij aandoeningen waarbij het probleem is gelegen in het zenuwstelsel, en waarbij de spieren zelf gezond zijn. Bij spierziekten is dit geen optie.

## Gezondheidswinst
Zowel de BerkelBike zonder FES-systeem als met dat systeem geeft een stimulering van inactieve (verzwakte of verlamde) benen. Daardoor worden na verloop van tijd de spieren sterker en de lichamelijke conditie van de patiënt beter. Maar ook de doorbloeding wordt door de beweging gestimuleerd. Dat vermindert de kans op problemen zoals trombose, spasmen en decubitus.
Uiteraard kan het feit dat men een eerder verlamd lidmaat weer kan gebruiken en dat men extra mobiliteit krijgt op eigen kracht, een belangrijke mentale stimulans geven.

## Trivia
In 2000 ontving Rik Berkelmans de millenniumprijs ter waarde van 100.000 gulden uit handen van de toenmalige ministers Jorritsma en Hermans. Hiermee is het huidige bedrijf BerkelBike BV opgebouwd. Nadien is de BerkelBike nog enkele malen met prijzen beloond.